# Guusje van Mourik
Guusje van Mourik (Den Dolder, 1956) is een Nederlandse verdedigings- en vechtsporter. Ze deed aan judo, karate en boksen. Ze domineerde in de jaren tachtig het dameskarate. Ze werd viermaal wereldkampioene, zesmaal Europees kampioene en vijfentwintigmaal nationaal kampioene in deze discipline in de klasse 60+ kilogram. Ook werd ze eenmaal wereldkampioene Taiko (Japans 'drummen') en won enkele medailles op het NK judo.
Haar eerst succes boekte ze in 1974 door een zilveren medaille te winnen bij het judo. In 1982 werd ze Nederlands en wereldkampioene karate. In 1987 werd ze tot ridder van Oranje Nassau geslagen. In 1989 maakte ze haar debuut als bokser. In 1992 werd ze bondscoach van de dameskarateploeg.
Ze studeerde tandtechniek.

## Titels
- Wereldkampioene karate - 1982, 1984, 1986, 1988
- Wereldkampioene Taiko - 1988
- Europees kampioene karate - 1983, 1984, 1985, 1986, 1987, 1988

## Palmares

### Judo
- 1974:  NK in Tilburg
- 1976:  NK in Oss
- 1978:  NK in Groningen
- 1979:  NK in Haarlem

### Karate
- 1982:  WK in Taipeh
- 1983:  EK in Brussel
- 1984:  EK in Rome
- 1984:  WK in Maastricht
- 1985:  EK in Madrid
- 1986:  EK in Sion
- 1986:  WK in Sydney
- 1987:  EK in Glasgow
- 1988:  EK in Sopron
- 1988:  WK in Cairo